# Bjästa
Bjästa est une localité de la commune de Örnsköldsvik, dans le comté de Västernorrland, près de la côte de la mer Baltique dans le nord de la Suède. Elle est située le long de la route européenne 4.